# یدالله جوانی
یدالله جوانی (زاده ۱۳۴۱ اصفهان) سرتیپ‌دوم سپاه پاسداران انقلاب اسلامی است، که هم‌اکنون به‌عنوان معاون سیاسی سپاه پاسداران انقلاب اسلامی فعالیت می‌کند. وی در سال ۱۳۵۹ به عضویت سپاه پاسداران درآمد و در طول جنگ ایران و عراق از اعضای این نهاد بود.
اتحادیه اروپا در فروردین‌ماه ۱۳۹۰ جوانی را به دلیل نقشی که در نقض گسترده و شدید حقوق شهروندان ایرانی داشت، تحریم کرد. وزارت خزانه‌داری آمریکا روز پنج‌شنبه ۶ اکتبر ۲۰۲۲، وی را به‌دلیل دست داشتن در سرکوب اعتراضات ایران تحریم کرد.

## زندگی‌نامه
یدالله جوانی در سال ۱۳۴۱ در اصفهان زاده شد. وی در تابستان سال ۱۳۵۹ بعد از دریافت مدرک دیپلم متوسطه، وارد بسیج شد و هم‌زمان با درگیری‌های پاوه، از سوی سپاه پاسداران به منطقه کردستان اعزام شد و فعالیت خود را به عنوان مسئول بسیج سپاه کردستان آغاز کرد. او در زمستان سال ۱۳۵۹ به‌طور رسمی به عضویت سپاه پاسداران انقلاب اسلامی درآمد. وی در سال ۱۳۷۹ به سمت معاونت سیاسی سپاه منصوب گردید.
جوانی در سال ۱۳۷۲ مدرک کارشناسی ارشد علوم سیاسی را از دانشگاه تهران اخذ کرد و در سال ۱۳۸۰ از دانشگاه عالی دفاع ملی در مقطع دکترا در رشته مدیریت استراتژیک فارغ‌التحصیل گردید. وی از سال ۱۳۷۹ تا سال ۱۳۹۱ در معاونت سیاسی نمایندگی ولی فقیه در سپاه مشغول به کار بود و در سال ۱۳۹۱ مقارن با آخرین ماه‌های فعالیت دولت محمود احمدی‌نژاد از معاونت سیاسی به سمت مشاور نماینده ولی‌فقیه در سپاه منتقل شد.

## سوابق
جوانی در آذر ماه ۱۳۹۰، به حکم علی سعیدی نماینده ولی فقیه در سپاه پاسداران به مشاور عالی نماینده ولی فقیه در سپاه پاسداران انقلاب اسلامی منصوب گردید. از اقدامات یدالله جوانی در زمان تصدی معاونت سیاسی نماینده ولی فقیه در سپاه پاسداران می‌توان به تشکیل هسته‌های هادیان سیاسی در سپاه و راه‌اندازی هفته نامه صبح صادق اشاره نمود. با تغییر نماینده ولی فقیه در سپاه در اسفند ۹۶ بار دیگر آقای جوانی به معاونت سیاسی نمایندگی ولی فقیه در سپاه رسید.

## انتخابات ریاست‌جمهوری ۱۳۸۸
جوانی با هفته نامه صبح صادق مورخ ۱۸ خرداد ۱۳۸۸، یعنی ۴ روز پیش از برگزاری انتخابات سال ۱۳۸۸ مصاحبه‌ای انجام داد که در آن، هشدار داد که «هر حرکتی برای انقلاب مخملی در ایران در نطفه خفه خواهد شد.» او همچنین در این مصاحبه اشاره کرد «استفاده از یک رنگ خاص برای اولین بار در انتخابات نشانه‌ای از کلید خوردن پروژه انقلاب مخملی در انتخابات دهم است.» یدالله جوانی، همچنین پس از برگزاری انتخابات مناقشه‌برانگیز ریاست جمهوری سال ۱۳۸۸، میر حسین موسوی را تحت حمایت رژیم صهیونیستی، اوباما و کلینتون قلمداد کرد.

## تحریم‌ها
اتحادیه اروپا طی تصمیم مورخ ۲۳ فروردین ۱۳۹۰، هفده مقام ایرانی از جمله یدالله جوانی را به دلیل نقشی که در نقض گسترده و شدید حقوق شهروندان ایرانی داشته‌اند، از ورود به کشورهای این اتحادیه محروم کرد. کلیه دارایی‌های این مقامات نیز در اروپا توقیف خواهد شد.
بر اساس بیانیه اتحادیه اروپا، یدالله جوانی در مقام معاون سیاسی نماینده ولی فقیه در سپاه پاسداران در به‌کار بستن خشونت علیه معترضان به نتایج انتخابات ریاست جمهوری سال ۱۳۸۸ و اخذ اعترافات اجباری از آنان مسئول است.
وزارت خزانه‌داری آمریکا روز پنج‌شنبه ۶ اکتبر ۲۰۲۲، یدالله جوانی را به همراه تعدادی دیگر از مقامات امنیتی و وزیران ارتباطات به‌دلیل قطع دسترسی به اینترنت و دست داشتن در سرکوب اعتراضات ایران تحریم کرد.